# Air Urga
A  Air Urga é uma companhia aérea da Ucrânia sediada em Kropyvnytskyi e Juliany.